# Kuzu paça
Kuzu paça és un plat de la cuina turca fet amb la peülla d'anyell o d'ovella. També es pot utilitzar la peülla de la cabra. Kuzu paça ve amb un brou que conté farina, mantega, llimó i ous. Es pot menjar en els restaurants especialitzats anomenats "işkembeci".
És diferent al paça çorbası, sopa de les potes dels animals majors com la vaca. Kuzu paça també té una versió amb iogurt, i esta variant s'anomena "yoğurtlu paça"